# Max Walleser
Max Gebhard Lebrecht Walleser (* 18. Juni 1874 in Mannheim; † 15. April 1954 in Wiesloch) war ein deutscher Indologe.

## Leben und Wirken
1891 bis 1896 studierte er neuere Philologie und Philosophie in Heidelberg, Freiburg und Genf. Während seines Studiums wurde er im Wintersemester 1893 Mitglied der Burschenschaft Teutonia Freiburg. 1902 verteidigte er seine Dissertation mit dem Titel Das Problem des Ich. Mit seinem 1904 erschienenen Buch Die philosophische Grundlage des älteren Buddhismus wurde er bekannt. 1903 bis 1909 war er Lehrer in Säckingen, 1909 bis 1910 in Kehl, 1910 bis 1911 in Mannheim und von 1911 bis 1939 in Heidelberg. 1911 wurde er Privatdozent an der Universität Heidelberg, wo er 1918 auch zum außerordentlichen Professor für indische Philologie ernannt wurde.  Er war Herausgeber der Materialien zur Kunde des Buddhismus. Im April 1936 wurde ihm die Lehrbefugnis entzogen.
1929 wurde er zum korrespondierenden Mitglied der Sowjetischen Akademie der Wissenschaften gewählt.
Zu seinen Schülern zählten Edward Conze und Walter Liebenthal.

## Privates
Er litt unter psychischen Störungen und starb laut Diagnose an Herz- und Kreislaufversagen bei Schizophrenie und Cerebralsklerose. Er war zeitweise in der Heil- und Pflegeanstalt Wiesloch untergebracht.
Walleser war verheiratet und hatte mindestens eine Tochter.

## Publikationen (Auswahl)
- Das Problem des Ich. Bad. Verlagsdruckerei, Karlsruhe 1902, zugleich: Dissertation, Friedrich-Alexanders-Universität Erlangen
- Die philosophische Grundlage des älteren Buddhismus. Winter, Heidelberg 1904 (Die buddhist. Philos. in ihrer geschichtlichen Entwicklung).
- Der ältere Vedanta. Geschichte, Kritik und Lehre. Carl Winter’s Universitätsbuchhandlung, Heidelberg 1910.
- Prajñā Pāramitā. Vandenhoeck & Ruprecht, Göttingen 1914
- Die Streitlosigkeit des Subhuti. Ein Beitrag zur buddhistischen Legendenentwicklung. Winter, Heidelberg 1917.
- Das Edikt von Bhabra. O. Harrassowitz, Leipzig 1923
- Sprache und Heimat des Pali-Kanons. O. Harrassowitz, Leipzig, Institut f. Buddhismus-Kunde, Heidelberg 1924.
- mit Shwe Zan Aung: Dogmatik des modernen südlichen Buddhismus. Institut f. Buddhismus-Kunde, Heidelberg 1924
- Die buddhistische Philosophie in ihrer geschichtlichen Entwicklung. 1. Teil: Die philosophische Grundlage des älteren Buddhismus. 2. Auflage, Winter, Heidelberg 1925.
- Nochmals das Edikt von Bhabra. O. Harrassowitz [in] Leipzig, Heidelberg 1925
- Zur Aussprache des Sanskrit und Tibetischen. O. Harrassowitz, Heidelberg 1926
- Die Sekten des alten Buddhismus. Die buddhistische Philosophie in ihrer geschichtlichen Entwicklung, 4. Teil. Carl Winter’s Universitätsbuchhandlung, Heidelberg 1927.